# Gmina Bejsce
Die Gmina Bejsce [ˈbɛi̯st͡sɛ] ist eine Landgemeinde im Powiat Kazimierski der Woiwodschaft Heiligkreuz in Polen. Ihr Sitz ist das gleichnamige Dorf.

## Gliederung
Zur Landgemeinde (gmina wiejska) Bejsce gehören 16 Dörfer mit einem Schulzenamt (sołectwo):
Bejsce
Brończyce
Czyżowice
Dobiesławice
Grodowice
Kaczkowice
Kijany
Królewice
Morawianki
Morawiany
Piotrkowice
Prokocice
Sędziszowice
Stojanowice
Uściszowice
Zbeltowice

## Kultur und Sehenswürdigkeiten

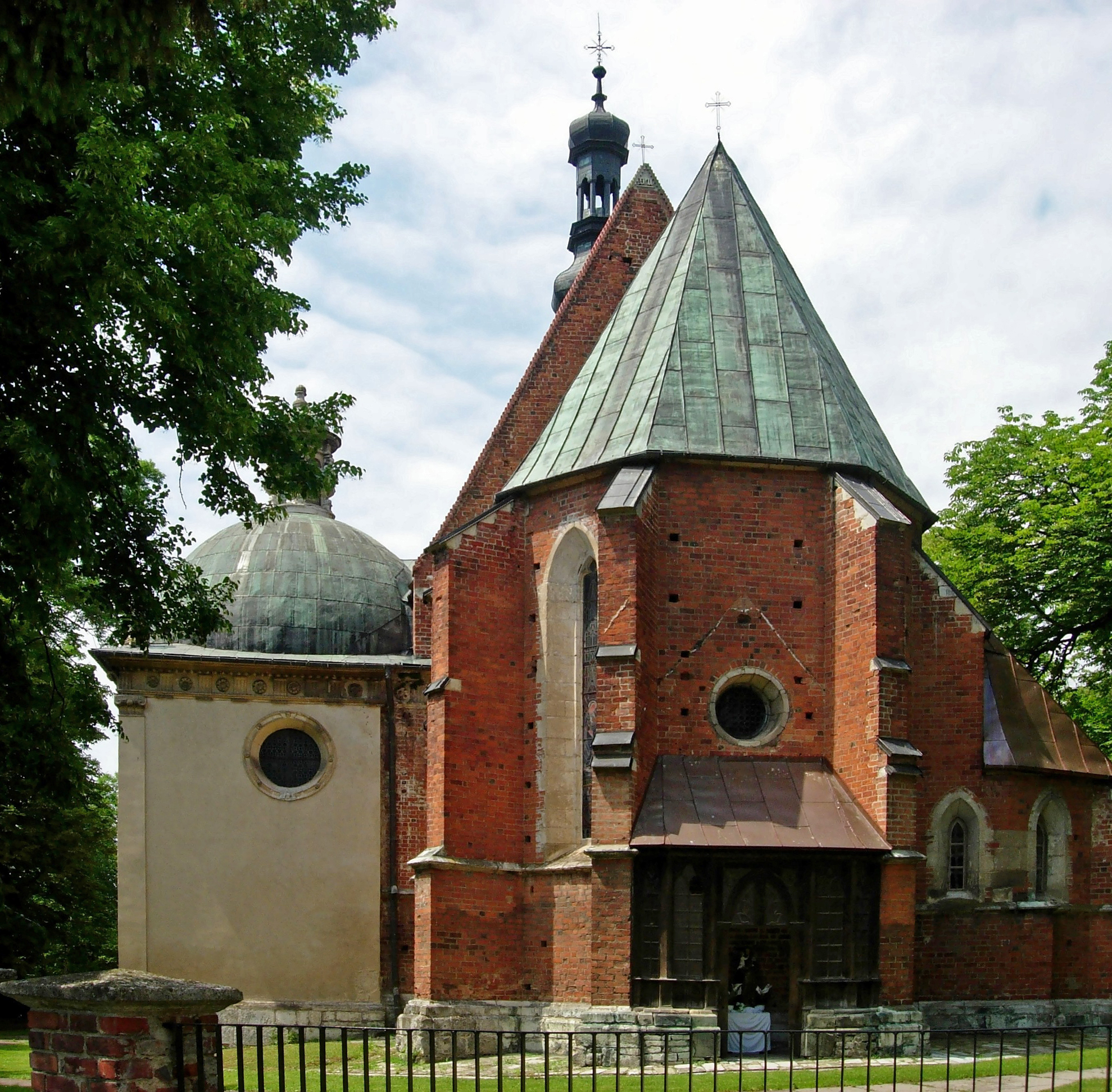
Nikolaikirche Bejsce
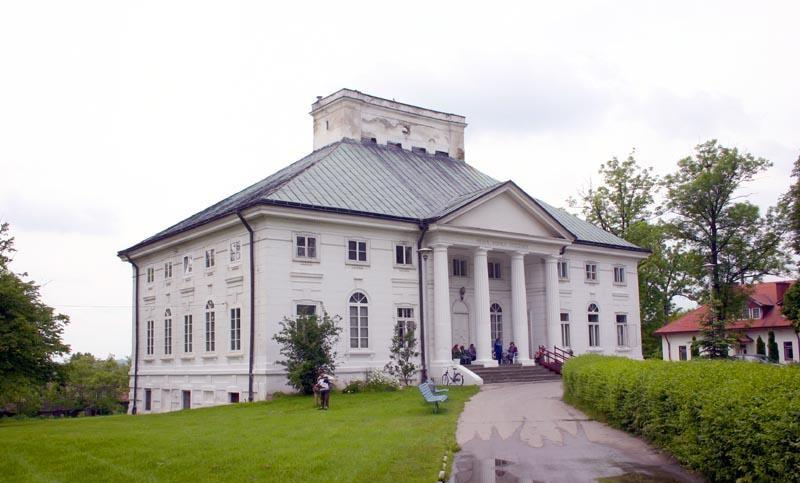
Schloss von Bejsce, errichtet 1802

- Park und Schloss Bejsce
- Wegkreuz in Piotrkowice.

- Nikolaikirche Bejsce
- Schloss von Bejsce, errichtet 1802